# Kenny Anderson
Kenneth „Kenny“ Anderson (* 9. Oktober 1970 in Queens, New York) ist ein ehemaliger US-amerikanischer Basketballspieler.

## High School und College
Anderson galt als einer der talentiertesten Spieler in New York. So stellte er als Highschoolspieler mit 2621 Punkten einen Staatsrekord auf. Dieser Rekord wurde 2004 von Sebastian Telfair gebrochen. Nach der Highschool spielte er zwei Jahre für Georgia Tech Yellow Jackets. Für diese erzielte er im zweiten Jahr 25,9 Punkte, 5,6 Assists und 3,0 Steals pro Spiel. Er nahm zudem an der Basketball-Weltmeisterschaft 1990 teil und belegte mit den USA den dritten Platz.

## NBA-Karriere
Im NBA-Draft 1991 wurde Anderson an zweiter Stelle von den New Jersey Nets ausgewählt. In seinem ersten Jahr kam er überwiegend von der Bank und erzielte dabei 7,0 Punkte und 3,2 Assists. Doch bereits in seinem zweiten Jahr steigerte seine Stats auf 16,9 Punkte und 8,2 Assists. Ein Jahr darauf verbesserte er sich erneut und wurde gemeinsam mit Teamkollege Derrick Coleman ins NBA All-Star Game 1994 berufen. Die Saison schloss er mit Karrierebestwerten in Punkten (18,8), Assists (9,6) und Steals (1,9) ab. 1996 wurde er zu den Charlotte Hornets transferiert, wo er jedoch nur bis Saisonende blieb. Zwischen 1996 und 1998 spielte er für die Portland Trail Blazers, ehe er unter anderem für Damon Stoudamire zu den Toronto Raptors transferiert wurde. Da er sich weigerte in Kanada zu spielen, reichten ihn die Raptors kurz darauf, im Austausch für Chauncey Billups, zu den Boston Celtics weiter. Bei den Celtics blieb Anderson weiterhin startender Point Guard, konnte jedoch an die Leistungen aus Nets-Zeiten nicht mehr anknüpfen. 2002 verließ er die Celtics und spielte die nächsten Jahre für die Seattle SuperSonics, New Orleans Hornets, Indiana Pacers, Atlanta Hawks und Los Angeles Clippers. Bei keinem dieser Klubs verblieb er länger als ein Jahr.
Während seiner Karriere erzielte Anderson 12,6 Punkte, 6,1 Assists und 1,5 Steals pro Spiel.

## Europa
2005 wechselte Anderson nach Europa und spielte für den litauischen Erstligisten Žalgiris Kaunas.

## Auszeichnungen
- NBA All-Star: 1994